# Allee Willis
Alta Sherral "Allee" Willis (10 de noviembre de 1947-24 de diciembre de 2019) fue una compositora y directora de arte estadounidense. Willis fue coautora de canciones de éxito como "Septiembre" y " Boogie Wonderland " de Earth, Wind & Fire o "What Have I Done to Deserve This?" de Pet Shop Boys con Dusty Springfield. Ganó dos premios Grammy por Beverly Hills Cop y The Color Purple, esta última  también fue nominada a un premio Tony. Fue nominada a un premio Emmy por "I'll Be There for You", que se utilizó como tema principal de la comedia Friends. Sus composiciones vendieron más de 60 millones de discos y fue incluida en el Salón de la Fama de los Compositores en 2018.  En junio de 2024  también fue incluida, a título póstumo, en el Salón de la Fama de las Mujeres Compositoras.

## Primeros años
Willis nació y creció en Detroit, Michigan, donde asistió al instituto Mumford. Sus padres, un comerciante de desguaces y una maestra de escuela, eran ambos  judíos; la madre murió repentinamente cuando Willis era adolescente.
El amor de Willis por la música y la cultura negra se desarrolló muy pronto. Según ella misma contaba, de adolescente le gustaba pasar el rato cerca de la compañía discográfica Motown Records para escuchar la música que salía de sus paredes. 
Estudió periodismo en la Universidad de Wisconsin-Madison, fue miembro de la hermandad Sigma Delta Tauy más tarde se convirtió en activista en marchas y manifestaciones durante los años 60. Después de la universidad, se trasladó a la ciudad de Nueva York en 1969 y trabajó en Columbia Records como redactora, escribiendo notas de portada y material publicitario,  antes de dedicarse a la interpretación y composición de canciones.

## Carrera
En 1974 publicó Childstar, su primer y único álbum, que no obtuvo el éxito esperado, por lo que dejó de actuar. El álbum atrajo el interés de Bonnie Raitt, quien se convirtió en el primer músico en grabar una de las canciones de Willis. A partir de 1977, tras trasladarse a Los Ángeles, trabajó como compositora en A&M Records y también escribió canciones con y para Patti LaBelle y Herbie Hancock.
Estuvo trabajando durante cuatro años en un club de comedia y colgando carteles, hasta que un amigo  común le presentó a Verdine White, y a Maurice White de Earth, Wind & Fire y a finales de la década de 1970 colaboró con Maurice White en la letra de su primer gran éxito, "September",  entre otras canciones; más tarde escribió "Boogie Wonderland" con Jon Lind y "In the Stone" con Maurice White y David Foster.
Willis también escribió canciones para artistas como Debby Boone, Rita Coolidge, Crystal Gayle, Sister Sledge, Jennifer Holliday, Gladys Knight & the Pips, Cyndi Lauper, Crystal Waters y Taylor Dayne. Entre las canciones que compuso para otros artistas y que se convirtieron en éxitos figuran "Lead Me On" de Maxine Nightingale, "Neutron Dance " de Pointer Sisters, " What Have I Done to Deserve This? " de Pet Shop Boys con Dusty Springfield y " I'll Be There for You" de The Rembrandts. "I'll Be There for You" se utilizó como tema principal de la comedia Friends y se convirtió en una de las canciones más populares de la televisión del momento.  Willis bromeaba al referirse a esta canción como "la canción más blanca que he escrito nunca".  En 1994 "I'll Be There for You" fue nominada a un Emmy. 
En los años 80, tras empezar a pintar y hacer esculturas motorizadas, se convirtió en directora de arte de videos musicales y trabajó para músicos como Debbie Harry y The Cars. En 1997, se dirigió a un subcomité de la Cámara de Representantes de Estados Unidos para defender los derechos de propiedad de los compositores de BMI. En 1992, pronunció un discurso inaugural en la primera conferencia Digital World y dio conferencias sobre periodismo interactivo y autoexpresión en el ciberespacio. También fue coautora del musical El color púrpura de Broadway, nominado a un Tony y ganador de un  Grammy. La película basada en el musical se estrenó en 2023. 
Willis continuó trabajando como directora de arte y escenografía, y en 2008 ganó varios premios por su trabajo con la cantautora Holly Palmer en el video musical Allee Willis Presents Bubbles & Cheesecake. Como artista, realizó pinturas, cerámicas y esculturas y, desde 2009, comisarió el sitio web Allee Willis Museum of Kitsch. En 2010 puso en marcha una serie de eventos de recaudación de fondos en Detroit, con bandas de música, en apoyo a la ciudad. 
En 2015, Willis apareció como una experta en kitsch en episodios del reality show de A&E Storage Wars ayudando a Mary Padian. 
El 28 de septiembre de 2017, estrenó "The D", un proyecto que escribió, grabó y produjo para su ciudad natal, en el Instituto de Artes de Detroit. 
En el año 2018 se convirtió en la única mujer en ingresar en el Salón de la Fama de los Compositores, y sus composiciones han vendido más de 60 millones de discos.
Antes de su muerte en 2019, hizo una aparición en el programa de juegos To Tell the Truth. El episodio fue emitido el 18 de junio de 2020.
En 2024 se estrenó El mundo según Allee Willis, un documental biográfico de Alexis Manya Spraic.

## Datos biográficos
Willis era conocida por organizar fiestas espectaculares en su casa en las afueras de Hollywood. Ella misma contaba "Siempre tuve una carrera musical, una carrera artística, escenografía, cine, video, y tecnología. Las fiestas realmente se convirtieron en el único lugar donde podía combinar todo". 
Desde 1992 hasta su muerte, Willis estuvo emparejada con Prudence Fenton, productora de vídeos y artífice de las primeras imágenes animadas de la MTV.
Willis murió de un paro cardíaco en Los Ángeles, California, el 24 de diciembre de 2019, a la edad de 72 años. 

## Reconocimientos
Willis ganó dos premios Grammy con tres nominaciones, además de ser nominada a un premio Tony por Color Purple en 2006, y a un premio Emmy, por Friends, en 1995. 